# Ковасна
 Тази статия е за града в Румъния.  За окръга вижте Ковасна (окръг).  
Ковасна (на румънски: Covasna) е град в окръг Ковасна, Централна Румъния.
Населението му е 10 114 души (2011 г.), около 66% от които са етнически унгарци.
Разположен е на 560 m надморска височина в подножието на Карпатите в историческата област Трансилвания, на 30 km източно от окръжния център Сфънту Георге и на 50 km североизточно от Брашов. Селището се споменава за пръв път през 1567 година, а през 1952 година получава статут на град. Известно е със своите минерални извори.